# 希腊革命共产主义运动
希腊革命共产主义运动（希腊语：Επαναστατικό Κομμουνιστικό Κίνημα Ελλάδας，简称EKKE）是希腊的一个共产主义政党。该党成立于1970年。该党该党的意识形态是共产主义、马克思列宁主义、毛主义、反修正主义。该党的政治立场是极左翼。该党的总部位于雅典。该党是希腊左翼政党联盟争取颠覆反资本主义左翼合作的成员。